# Охрид
 Тази статия е за града в Северна Македония.  За селото в България вижте Охрид (село).  
Охрид (на македонска литературна норма: Охрид) е град в югозападната част на Северна Македония, осми по големина в страната, център на Община Охрид. Намира се на брега на едноименното Охридско езеро в близост до албанската граница. Населението му е 42 033 (2002 година). Охрид е столица на Първото българско царство между 992 – 1018 година. Поради значението си за културната и духовната история е известен като Българския Йерусалим.
Охрид е икономическият, културен и религиозен център на Югозападния регион на страната с население от 218 114 души и най-голямото селище на Охридското езеро. В близост до града (на 9 km) се намира Летище Охрид, едно от двете международни летища в Северна Македония.
От средата на ΧΧ век Охрид става туристически център. Добре запазената стара част на града, средновековната крепост, множеството църкви, манастири и джамии, както и голямото езеро привличат туристи не само от балканските страни и Европа. Значението на града и природата около него са признати от ЮНЕСКО, като през 1979 година Охридското езеро се обявява за световно природно, а на следващата година и Охрид за обект на световното културно наследство.

## География

### Местоположение
Охрид се намира на 700 m надморска височина на източния бряг на Охридското езеро. Разположен е в югозападна част на Северна Македония в близост до границата с Албания. Градската част обхваща два хълма и близката равнина. От двата хълма Горни Сарай и Нов сарай, които се намират на 785 m надморска височина и 745 m надморска височина съответно, се открива панорамна гледка над града и езерото. През годините градът се разраства основно в североизточна посока, така създадените жилищни квартали достигат до селата Лескоец и Велгощи. На изток от града се издига като хребет 2225-метровата планина Галичица.

### Релеф и води
Между Охрид и на около 15 km северно отстоящото село Вапила се разпростира Охридското поле. При Вапила се издига и Плакенската планина с нейните над 1900 m високи върхове. Северозападно от Охрид, до църквата „Свети Еразъм“ се издига рид, който разделя Охридското от Стружкото поле. Югозападно Охрид граничи с Охридското езеро. С изключение на езерото, Охрид и Охридското поле са бедни на води. Малките потоци Грашница и Орман в западната част на града, се вливат южно от градския плаж в езерото. По време да проливни дъждове, малките потоци са прииждали и наводнявали околните пространства. През 2000-те години градската управа инвестира в изграждането на допълнителна канализация, почистване на коритата и тяхното допълнително разширение, за да се намалят пораженията от наводнения. От Билянините извори води тесен канал до Охридското езеро.

### Климат
Климатът в Охрид и региона се характеризира като преходен, между континентален и средиземноморски, със сравнително повече валежи през зимата и дълго и сухо лято.
| Климатични данни за град Охрид        | Климатични данни за град Охрид | Климатични данни за град Охрид | Климатични данни за град Охрид | Климатични данни за град Охрид | Климатични данни за град Охрид | Климатични данни за град Охрид | Климатични данни за град Охрид | Климатични данни за град Охрид | Климатични данни за град Охрид | Климатични данни за град Охрид | Климатични данни за град Охрид | Климатични данни за град Охрид | Климатични данни за град Охрид |
| Месеци                                | яну.                           | фев.                           | март                           | апр.                           | май                            | юни                            | юли                            | авг.                           | сеп.                           | окт.                           | ное.                           | дек.                           | Годишно                        |
| Абсолютни максимални температури (°C) | 15                             | 20                             | 22                             | 26                             | 31                             | 32                             | 37                             | 36                             | 31                             | 26                             | 23                             | 17                             | 37                             |
| Средни максимални температури (°C)    | 4                              | 5                              | 10                             | 13                             | 18                             | 22                             | 25                             | 25                             | 22                             | 16                             | 10                             | 5                              | 15                             |
| Средни температури (°C)               | 2                              | 3                              | 6                              | 10                             | 15                             | 18                             | 21                             | 21                             | 17                             | 12                             | 7                              | 3                              | 11                             |
| Средни минимални температури (°C)     |                                |                                | 3                              | 6                              | 11                             | 15                             | 17                             | 17                             | 13                             | 9                              | 1                              |                                | 8                              |
| Абсолютни минимални температури (°C)  | −19                            | −14                            | −12                            | −2                             | 1                              | 2                              | 6                              | 7                              | 1                              | −5                             | −10                            | −14                            | −19                            |
| ------------------------------------- | ------------------------------ | ------------------------------ | ------------------------------ | ------------------------------ | ------------------------------ | ------------------------------ | ------------------------------ | ------------------------------ | ------------------------------ | ------------------------------ | ------------------------------ | ------------------------------ | ------------------------------ |
| Източник: www.weatherbase.com         |                                |                                |                                |                                |                                |                                |                                |                                |                                |                                |                                |                                |                                |

## История

### Име
Според легендата името на града произлиза от възклицанието „Ох, рид“ на цар Самуил при въздействието на градската панорама. От възклицанието произлизат названията Охром, Мехром, Охрид. За пръв път името Охрид се среща в хрониките на Четвъртия Константинополски събор от 869/870 година. Иван Снегаров приема, че името Охрид е видоизменена славянска форма на старогръцкото Лихнина от Хрид (рид) – град на рида. Ст. Симич го свързва с простонародния израз „во рид“ – „на рида“.

### История на града

#### Основаване и античност
Най-старото население на областта са бригийците (другото име на фригийците) и илирийските енхелейци, които през V и IV век пр. Хр. често нападат съседна Македония. За пръв път като селище на това място се споменава Лихнида, което в миналото се намира на пътя Виа Егнация.
През 355 г. пр. Хр. Филип II превзема от илирийците Линкестида, територията, източно от Преспанското езеро и разширява владението си до брега на Охридското езеро. През епохата на елинизма Лихнида става град, в който се заселват и гръцки колонисти. През III–II век пр. Хр. Лихнида е център на планинския регион Десаретия, който се простира от река Девол на запад до границата на Лихнида на изток и на север до територията на дарданите.
По време на Третата македонска война срещу цар Персей градът става главна база в Северна Македония. След 148 г. пр. Хр., когато Древна Македония става римска провинция, Лихнида е разширен и е административен и търговски център на свободната комуна (libera gens Dassaretiae) Десаретия. По това време са изградени агора, гимназион, булевтерион, храм на богинята Изида и античният театър. В античния театър се провеждат и гладиаторски борби, и борби с животни. През късната древност Лихнида е епископално седалище, като епископът Дионисий от Лихнида участва в Църковния събор в Сердика през 343 година.

#### Средновековие
За последен път Лихнида се споменава през VI век, когато на 29 и 30 май 526 година е разрушен от земетресение. Не се знае дали градът продължава да съществува или на негово място се заселват по-късно славяни. Славяните заселват областта през VI век. През VIII век Охрид влиза в пределите на България. След приемането на християнство в България, Охрид е епископски център, като охридският епископ взима участие в Четвъртия константинополски събор през 869 – 870 година. Във връзка с този събор се споменава и за първи път името Охрид. По времето на цар Борис I градът е част от Охридско-Деволския комитат.
През 887 година Климент Охридски е изпратен като учител в областта Кутмичевица, с главни градове Охрид и Девол. Той става и Охридски епископ. Заедно с Наум Преславски поставят основите на Охридската книжовна школа. Благодарение на тяхната дейност през втората половина на IX век, Златния век на българската култура (IX–X век), Охрид се превръща в българска книжовна столица. Тогава градът е един от най-развитите и известни средновековни културни центрове.
По времето на цар Самуил Охрид е столица на Българското царство и престолен град на Българската патриаршия (X–XI век). Крепостта, която е строена по това време, носи и днес неговото име и все още се извисява над града. През есента на 1015 година император Василий II Българоубиец превзема града. Крепостта остава и след това под управлението на Иван Владислав – наследник на Гаврил Радомир, който е син на цар Самуил. От времето на византийското владичество от 1018 до 1767 година, градът е център на Охридската българска архиепископия. Смята се, че от 1205 – 1207 до 1215 година Охрид е в границите на българската държава, а през 1215 г. е завладян от епирския деспот Теодор Комнин Дука. След битката при Клокотница през 1230 година Охрид отново е включен в границите на България.
През 1334 година сръбският владетел Стефан Душан превзема Охрид заедно с Прилеп и Струмица.

#### Османски период
Не се знае точно през коя година Охрид пада под османска власт. Известно е, че в края на XIV век Баязид I включва региона в Османската империя. След падането на Константинопол през 1453 година еврейското население на Охрид е депортирано в новата османска столица. През 1466 година султан Мехмед II заповядва депортирането на една част от християнското население на Охрид в новосъздадения от него град Елбасан. Сред тях са заможни охридчани, охридският архиепископ Доротей и част от духовенството. През същата година църквата „Св. Наум“, седалище на Охридската архиепископия, е превърната по заповед на Мехмед II в джамия. Около 1568 година Охрид и околността му пострадват от сериозно земетресение.
Между 1566 и 1622 година в Охри функционира неголяма османска монетарница, в която се секат сребърни акчета.
В първия османски кадастрален регистър (mufaṣṣal defter) на Охридския санджак от 1583 година е записано, че в града има 25 християнски и една мюсюлманска махала. Мюсюлманската е съставена предимно от приели исляма християни и турски заселници. От този регистър се вижда и че цялото население на Охрид, независимо от религията, е освободено от данъци, понеже дълго време бива заето с поддръжката на градските крепостните стени.
Едно от първите описания на Охрид от късноосманския период (XVI–XVII век) се намира в Сеяхатнаме („Пътепис“) на османския пътешественик Евлия Челеби. Той посещава града през 1670 – 71 година и отбелязва, че той е религиозен център. От 17-те джамии отбелязва джамиите Хаджи Касъмъ, Кулоглу, Хайдар паша, Хаджи Хамза и бившата църква, джамията „Света София“. От медресетата Челеби споменава две, строени по поръчение на султан Сюлейман I и на Сиявуш паша, три хана (Кервансарай) и две бани (хамам).
През 1767 година Цариградската патриаршия успява да издейства издаването на султански ферман за закриването на Охридската българска архиепископия (патриаршия), като нейният диоцез е присъединен към този на Цариградската патриаршия.
„Ахрис, наричана по-обикновено Охрида или Юстиниани, назовавана така по името на император Юстиниан, който се е родил там, град в Македония, до езеро с добра риба и изключителни пъстърви, с плодородни околности, жители българи, турци и албанци и малко търговия, отстои на 28 левги югоизточно от Дирахион и на 52 северозападно от Лариса.“
От края на XVIII век до 1830 година Охрид е под контрола на местния албански феодал дерибей Чемаледин бей, син на везир Ахмед паша. Чемаледин бей заставя християнското население чрез принудителен труд да изгради отново крепостната стена. По негово нареждане е изградена и водоснабдителна система, захранвана от изворите Св. Петка и Поник. През 1830 година реформираната османска армия, на път за Шкодра, налага отново централната власт, а под новия османски наместник каймакам Шериф бей през 1846 година в града отваря своите врати ново голямо медресе.
В 1845 година руският славист Виктор Григорович минава през града и в 1848 година описва Охрид в книгата си „Очерк путешествия по Европейской Турции“:
| „ | Прекрасният отвън град ме порази със своя безпорядък и мръсотия. Рядко се виждаха спретнати къщи, построени на склоновете на два хълма. На единия от тях се издига митрополията, а на другия, окръжен със стена дворецът на Джелелядин, известния сподвижник на Али паша Янински. Първият се казва Варош и тук живеят българите. Под него се простират частите на града, населени от власи, турци и частично албанци... Градът в настоящето време е заселен от българи, власи и турци, отчасти също така с гърци и албанци. Първите са най-многочислени... Охридските българи се отличават с образование и живост на характера. Често намирах у хора, на пръв поглед прости, любопитство и начетеност. За това способстват уредените училища и обширните търговски връзки. Но гръцкото влияние силно е подавило родния им език, на който българите с трудност се обясняват във външни сношения. Той получава своите права само в тесния семеен кръг, оживяван от присъствието на жените. Извън него българите прибягват към гръцки, а понякога към турски език. Не можах да срещна в Охрид никой, който да може да разбира и най-едро изписаните славянски букви. Напротив, в четенето на гръцки, което както е известно и доста друдно писмо в старите ръкописи, много бяха доста изкусни. | “ |

„Главната маса отъ населението се състои отъ българе, които населяватъ сѫщо и околностьта, послѣ отъ албанци, отъ които голѣма часть сѫ мухамедане. Освѣнъ чиновницитѣ други турци нѣма, сѫщо тъй нѣма и гърци, които по прѣди работѣха заедно съ българетѣ, а сега сѫ отслабнали толкозъ много, че гръцкото училище има само 20 ученика.
Аромѫнетѣ живѣятъ въ двѣ части на града – горня и долня, а и двѣтѣ сѫ въ източната часть на града и иматъ не здраво положение. По между тѣхъ живѣятъ и нѣколко мухамедански фамилии, поради което христианетѣ сѫ принудени да си държатъ затворени прозорцитѣ или пъкъ да издигатъ дъсчени стѣни къмъ тази страна, дѣто се простиратъ градинитѣ имъ. Описанитѣ по-горѣ обстоятелства принуждаватъ аромѫнетѣ да се изселватъ постоянно, когато тѣ се бѣха заселили тука само за по-голѣма сигорность, каквато нѣмаха въ своитѣ по прѣдишни малки селца. Повечето отъ тукашнитѣ аромѫне произхождатъ отъ Лунга, Николица, Линотопи, а съвсемъ малко отъ Мускополе. Всичкитѣ броятъ тукъ около 150 фамилии, много измежду тѣхъ сѫ фарсериоти и споредъ тѣхното указание тѣ сѫ дошли тукъ отъ Грабово, находяще се въ околностьта на Лунга. Азъ намѣрихъ между тѣхъ и такива отъ Тирана и Кавала.“
Хенри Тозер в книгата си Researches in the Highlands of Turkey (1869) пише: 
| „ | Името Охрид или Ахрида, както е било наричано по-рано, произлиза не както твърдят някои автори от гръцкото ἄχρoς, т.е. построен на височина, а от славянското „Ахар“ (двор, дворец), тъй като той е бил някога мястото, където са живеели българските монарси. Твърди се, че градът има около 15000 жители, като мохамеданите и християните са равни по брой. Мохамеданите са главно албанци от племето геги; и макар че името турчин често се чува в цяла Албания, то означава само мохамеданин; с изключение на пашите и на няколко официални лица едва ли се срещат османци на това място. Християните са българи. | “ |

В стопанско отношение градът дълго време е център на търговията със скъпи кожуси. През втората половина на XIX век се забелязва видим упадък на традиционните занаяти. Риболовът обаче и днес представлява основен поминък за мнозина местни жители.
След смъртта на охридския митрополит Йоанакий в 1859 година братя Кецкарови, заедно с други видни охридчани, предприемат енергични мерки, за да не допуснат назначаването на негово място на гръка митрополит Мелетий, но неуспешно. През 1860 година охридчани искат от Цариградската патриаршия да прати друг владика вместо Мелетий, който да не пречи на българския език в църквата и училището. До българските представители в Цариград те пращат на 9 април 1861 година пълномощно на гръцки език, за да се застъпят пред Високата порта за това, както и за възвръщането на привилегиите на закритата през 1767 година Охридска архиепископия. Пълномощното, публикувано от Йордан Иванов, започва с думите: „’Αξιότμοι ’ Αντοπροόσωποι του Βουλγαρικου ετνος!“.
След проведен плебисцит от 1874 година в Охрид и околията е назначен митрополит от Българската екзархия, след като 9387 души християни гласуват положително, а само 139 души християни гласуват против и искат да останат под върховенството на Цариградската патриаршия.
В „Les Grecs de l’Empire Ottoman. Etude Statistique et Ethnographique“ от 1878 година на Александър Синве, който се основава на гръцки данни, пише, че в Охрид (Lychnidos Ochrida) живеят 4000 гърци. Според „Етнография на вилаетите Адрианопол, Монастир и Салоника“, издадена в Константинопол в 1878 година и отразяваща статистиката на населението от 1873 година, в Охрид живеят 2700 домакинства, от които 2000 жители мюсюлмани, 4450 българи, 450 власи и 200 цигани.
Берлинският конгрес оставя Македония под властта на Османската империя. Срещу неговите решения през 1878 – 79 година избухва Кресненско-Разложкото въстание, което е потушено. През 1880 година се създава Охридското съзаклятие, в основата на което е митрополит Натанаил Охридски. По това време той пребивава в България и ръководи Охридската епархия чрез митрополитския протосингел архимандрит Дионисий. Целта на съзаклятието е вдигането на въстание на българите в Западна Македония. Съзаклятието е разкрито през пролетта на 1881 година и властите арестуват много българи от Охрид и околните села.
Според „Македония. Етнография и статистика“ на българския географ Васил Кънчов, в началото на XX век Охрид има 14 860 жители със следния етнически състав: 8000 българи християни, 5000 турци, 300 арнаути християни и 500 арнаути мохамедани, 460 власи и 600 цигани.
На Етнографската карта на Битолския вилает на Картографския институт в София от 1901 година Охрид е представен като център на каза в Битолския санджак с 2610 къщи, от които 1600 къщи български, 900 къщи албански и 110 къщи влашки. Цялото българско население на града и половината влашко е екзархийско, а другата половина от власите са патриаршисти.
Според „La Macédoine et sa Population Chrétienne“, статистика на секретаря на екзархията Димитър Мишев за християнското население в Македония, през 1905 година християнското население на Охрид се състои от 7768 българи екзархисти, 168 българи патриаршисти гъркомани, 56 българи патриаршисти сърбомани, 660 власи и 6 албанци. В града има 1 средно и 5 основни български училища и по 1 основно гръцко, сръбско и влашко училище.

#### Балкански войни и Първа световна война
При избухването на Балканската война в 1912 година 325 души от Охрид са доброволци в Македоно-одринското опълчение. По време на войната Охрид е превзет от сръбската войска на 29 ноември 1912 година. Така се прекратява близо 500-годишната османска власт. През септември 1913 година в региона избухва Охридско-Дебърското въстание. То е организирано от Вътрешната македоно-одринска революционна организация и в него българи и албанци въстават срещу новата сръбска власт. След четиридневни сражения с редовна сръбска войска въстанието е жестоко потушено. В Охридска околия са изгорени до основи 80 села. В Охрид са убити осем свещеници, петима учители и около 150 български жители. Избити са и около 500 турци и албанци. Къщите в цели квартали са разрушени като принадлежащи на бунтовници. Стотици охридчани са хвърлени в затворите. За да спасят живота си, над 30 000 души българи от тази част на Македония по различни пътища бягат към България. Албанските бежанци са около 20 000 и намират подслон в съседна Албания. По-късно „Света София“ е преустроена отново в църква. През Първата световна война Охрид влиза в границите на Българското царство и се управлява от ВМРО. След войната градът попада в състава на Кралство на сърби, хървати и словенци. Над 30 души родом от Охрид, в редиците на българската армия, загиват на фронта във войните за национално обединение на България.

#### Междувоенен период и Втора световна война
От 1930-те години започва икономическото възстановяване на Охрид, което допринася за стабилизиране и покачване на броя на населението. На 7 юли 1939 година Охрид е електрифициран. На тази дата са пуснати в експлоатация първите трафопостове и градът е свързан към националната електрическа мрежа. В този период се изграждат два ТЕЦ-а, един с въглища и един с мазут, които обаче не могат да задоволят потреблението на ток на охридчани.
През Втората световна война през април 1941 – септември 1944 г. Охрид е администриран от България и в града са настанени български войски от Петдесет и пети пехотен охридски полк, без да бъде присъединен официално към нейните граници и без България да има суверенитет върху града, както и останалите части на източна Вардарска Македония, тъй като това е волята нацистка Германия, която е главна окупационна сила в Югославия, за което е издадена директива на Вермахта от април 1941 г. През септември 1944 г. България скъсва и обявява война на нацистка Германия и се присъединява на страната на съюзниците. Българските войски на Петдесет и пети пехотен охридски полк се изтеглят към Битоля, но там полкът е пленен от германските войски и командирът полковник Никола Дренски се самоубива. През октомври 1944 г. германска моторизирана част, пътуваща към Албания минава и спира в град Охрид, возейки със себе си част от българските войници от този полк – 25 на брой, вече военнопленници, а българите от града ги спасяват от германски плен, организирайки бягството им, заради което, когато разбират германските военни власти в лицето на германския комендант на Охрид капитан втори ранг Баумгартен и командира на моторизираната колона оберлейтенант Август Фогел, заплашват с ултиматум града, че ако не бъдат предадени военнопленниците българи, Охрид ще бъде бомбардиран и разрушен. 23 видни охридски граждани са арестувани в комендантството като заложници. Въпреки това охридчани не предават военнопленниците, заради което германският комендант дава ултиматум гражданите на Охрид да съберат и предадат на германското командване 10 кг злато, за да откупят пленниците и града, което те събират и предоставят на германския комендант, а града и българските военнопленници са спасени, като българските войници са преведени от югославските партизани през Македония и Сърбия и се завръщат в България, откъдето повечето от тях отново са изпратени на фронта да участват във водената Отечествена война на България 1944 – 1945 срещу нацистка Германия в Югославия, Унгария и Австрия.

#### Югославски период
След края на Втората световна война старата част на Охрид е обявена за национално културен паметник в Югославия. През следващите десетилетия са реставрирани и документирани много от средновековните църкви и близките манастири, както и малка част от османските паметници.
През 1946 година е проведен показен противобългарски съдебен процес, по който обвиняеми са ветерана на охридската българщина Илия Коцарев, брат му Владо и други. През 1953 година, при провеждане на матура в местната гимназия, агенти на УДБА влизат в изпитната зала и арестуват 7 – 8 абитуренти за създаване на нелегална организация, наречена официално ВМРО-вска, съпротивляваща се против македонизма чрез изучаване на съответна литература, и защитаваща българския произход на славянските жители на Македония. Ръководителят на организацията Ташко (Атанас) от Ресен умира в затвора в резултат на изтезанията, а останалите, сред които Сава и Любчо Коцареви, Кирил Мойсов, Крум Младенов и други получават присъди от по 8 години затвор. Сред членовете на организацията има потомци на братя Миладинови. В Охрид е родена и Марийка Ставрева, лежала над 10 години в югославските затвори заради българското си самосъзнание, която заедно с Панде Ефтимов предотвратява планираното от югославските власти унищожение на Битолския надпис. За да се спаси от югославските репресии, тя е принудена през 1971 да емигрира в САЩ и да стане член на МПО.
През 1955 – 1956 година голяма част от турското население на Охрид емигрира в Турция. На 17 и 18 юли 1967 в църквата „Света София“ е провъзгласена непризнатата Македонска автокефална църква. Нейното седалище е в македонската столица Скопие. От този момент Охрид е седалище на Дебърско-Кичевската епархия.
През 1980 година Охрид е включен от ЮНЕСКО към световното културно наследство.
Социалистическото масово строителство не подминава и Охрид. По времето когато Охрид е част от Югославия, се изграждат множество блокове, големи хотелски комплекси, широки булеварди и паркове. През тези години Охрид успява да се развие като туристически център. Новата инфраструктура, бреговете на езерото и безвизовият режим по времето на Югославия с редица западноевропейски страни привличат не само югославски, но и немски, холандски и белгийски летовници.

#### В Република Северна Македония
През юни 2000 година българи, живеещи в Република Северна Македония, основават в Охрид Сдружението Радко. През април 2001 година то е забранено от апелативния съд на Република Северна Македония. След този акт, сдружението завежда дело срещу северномакедонската държава в Европейския съд по правата на човека. През 2009 година той се произнася в полза на сдружението, което след това се основава отново в Охрид. През август 2009 то отново е забранено от северномакедонската държава.
През 2001 г. избухва военният конфликт в Република Северна Македония между албанското малцинство и силите за сигурност на Република Северна Македония. На 13 август същата година в Охрид е сключено Охридското споразумение, като чрез него са прекратени бойните действия. Споразумението отваря пътя за конституционни промени в Република Северна Македония, даващи повече права на местното албанското малцинство.
На 5 септември 2009 г. на около 250 m от бреговете на Охрид потъва туристически кораб с български туристи, 15 души загиват. След трагедията северномакедонският министър на транспорта подава оставка.

## Религия

### Църкви и манастири
Средновековният Охрид е духовен център на християнството. В него и в непосредствена близост са изградени множество православни църкви и манастири, скриптории (помещения за преписване на ръкописи) и библиотеки. Най-важните сред тях са църквите „Света София“, „Света Богородица Перивлепта“ („Свети Климент“) „Свети Йоан Богослов Канео“, „Свети Никола Болнички“, „Света Богородица Болничка“, „Мали Свети Врачи“ и църквата на „Свети Никола Геракомия“. В южната част на града се намира днес и единствената католическа църква в региона „Св. св. Кирил и Методий и Свети Бенедикт“. Някои от църквите, като „Света Богородица Заум“ са достъпни само с лодка.
Църквата „Света Богородица Перивлепта“ е разположена до старите стени на града, край Долната порта. Тя е построена през 1260 година и в следващите години изографисана от майсторите Михаил и Евтихий. Според надпис, разположен над западния вход, тя е осветена през 1295 година. Църквата представлява прекрасен пример на Палеологовия ренесанс, като в своите стенописи двамата зографи скъсват с правилата на византийската живопис и променят визуалното възприемане на света по това време. Те рисуват групови сцени, развълнувани изражения на лицата, перспектива на изображенията и поставят светското на централно място. Техните стенописи скъсват с църковния канон и са смятани за предшественици на Ренесанса. Когато османците преобразуват църквата „Света София“ в джамия, архиепископската библиотека е пренесена в църквата „Света Богородица Перивлепта“. Днес тя е загубена. След като османците преобразуват и седалището на Охридската архиепископия, църквата „Свети Климент“ в джамия, църквата „Света Богородица Перивлепта“ става епископалната. В този контекст мощите на Свети Климент са пренесени там, и църквата е известна и под името „Свети Климент“. До нея днес е разположена иконната галерия на Охрид.
На брега на Охридското езеро на около 17 km южно от Охрид, в близост до планината Галичица и рибарското село Търпейца, се намира църквата „Света Богородица Заум“. Тя е изградена на трудно достъпно място, близо до склона на хълм, който се спуска почти отвесно към езерния бряг. Ктитор на строителството на църквата е дърводелецът Григор, а на стенописите – епископ Григорий, един от най-влиятелните сановници на Охридската архиепископия в края на XIV век. Храмът представлява типична кръстокуполна църква, както и църквите „Свети Климент Охридски“ и „Свети Йоан Канео“. Нартексът, който се намира на западната страна откъм езерото, днес е срутен. „Света Богородица Заум“ има вертикален архитектурен акцент, което придава на църквата елегантен външен вид. Вертикалите и малката площ са основните характеристики на архитектурата на храма. Църквата е известна сред изкуствоведи и със своите византийски стенописи, които са оцелели през османския период.
Бившият манастир „Свети Климент“ (или „Свети Пантелеймон“) е разположен на хълма Плаошник. Средновековният манастир е изграден по инициатива на Климент Охридски и лично поръчение на княз Борис I Кръстител. Според житието на Климент Охридски строителството на манастира започва през 886 година. След построяването на манастира той става център на Охридската школа и вероятно там е обучена една част от българското духовенство. След смъртта си Климент е погребан в манастирската църква. От въздигането си в края на IX век до разрушаването си, манастирът е многократно увреждан и наново възстановяван. По поръчение на султан Мехмед I през 1453 година архиепископът и духовенството са депортирани в Елбасан. Турците разрушават манастира през 1453 година и изграждат над основите му известната Имарет джамия. В 1943 година от археологическите разкопки, водени от професор Димче Коцо, се откриват темелите на Климентовата църква и гробницата на Свети Климент Охридски. В края на 2000 година започва възобновяването на манастирската църква. Обновяването ѝ започва върху основите на старата църква, а като пример са взети църкви от Охрид и околността, които хронологически принадлежат на отделните периоди, в които „Свети Пантелеймон“ е доизграждана. Новопостроената църква днес носи името „Свети Климент и Пантелеймон“.
Манастирът „Свети Наум“ и едноименната църква са едни от най-важните исторически паметници в региона. Те са разположени на около 30 километра южно от града, в южния край на Охридското езеро близо до албанската граница. Манастирът е построен между 893 и 900 година от Свети Наум и носи първоначално името на архангел Михаил. След смъртта на Наум през 910 година, той е погребан в манастира, който е преименуван и посветен на него. През 1870 година пожар унищожава манастира, с изключение на манастирската църква и сегашните манастирски сгради са изградени след това. По това време в манастира вече не пребивават монаси. След като Охридско минава под сръбска власт през 1912 година, край манастира е построена кралска резиденция и новата църква „Свети Иван Владимир“.
На два километра северно от Охрид се намира скалната църква „Свети Еразъм“. Приема се, че първата църква на това място е построена през VI век, като археологически разкопки откриват некропол със 124 гробове от периода между VI и XII век. Смята се, че фреските в църквата са изработени в първите десетилетия на XIII век. Църквата и конаците са използвани от малко калугерско братство.
- Църквата „Света Богородица Заум“
- Църквата „Свети Йоан Канео“
- Манастирската църква „Свети Климент и Пантелеймон“
- Манастирът „Свети Наум“

### Джамии
През османския период в Охрид са изградени общо 17 джамии, като две от тях се изграждат в църкви. След разпадането на Османската империята и по времето на балканските и световните войни ислямските храмове са сериозно засегнати, а някои от тях са напълно разрушени. В югославския период също са разрушени джамии, за да се освободи място за изграждането на площади и други сгради. Днес в Охрид са запазени девет джамии, като по-голямата част от тях се използват за богослужение на мюсюлманската общност.
Централната Али паша джамия, построена по поръчение на Сюлейман паша и завършена през 1573 година, днес е най-големият ислямски храм в Охрид. В 1823 година по поръчение на везира Али паша Марашлъ от Белград тя е ремонтирана и в негова чест носи днешното си име. Централният купол на джамията, която някога е имала и минаре, е най-големият и е допълнен от три по-малки куполи, под които е оформен портикът. В допълнение към основната сграда е изграден фонтан, който служи на ислямската общност за ритуално измиване. Джамията е обновена за последно в началото на XXI век.
През 1490 г. извън тогавашната територия на стария град Вароша, във Воска, на улица „Гоце Делчев“ в посока Струга, е построена Хайдар паша джамия. В допълнение към правоъгълната зала за молитва към джамията са изградени чешма и минаре.
Зейнел Абидин паша теке е построено през 1564 година от религиозния орден бекташиия. В 1720 година към комплекса е построено и едно тюрбе (гробница мавзолей).
Хаджи Хамза джамия, строена през XV–XVI век, е разположена в квартал Кошища на улица „Гоце Делчев“. Заедно с осмоъгълния молитвен дом е запазено и минарето. Днес тя се използва предимно от роми мюсюлмани и ашкали. Хаджи Тургут джамия (Хаджи Дургут) е построена през 1466 година. Тя се намира в близост до пътя за Битоля в квартал Лескайца и е най-старата запазена джамия в града. Молитвеният дом представлява четириъгълна сграда, с осмоъгълен купол, а върху принадлежащото минаре е поставен кръст.
В близост до така наречената водна порта на крепостната стена, където днес е изграден площадът Свети Климент, се е намирала най-голямата джамия на Охрид – джамията Хаджи Касим. Джамията не е имала минаре и вероятно е разрушена през 1950-те от югославските власти. На нейно място днес са разположени кафенета, зелени площи и около пет метра високата статуя на покровителя на града Свети Климент.

## Деление и облик в XXI век
Охрид има 18 официално обособени административни квартали наричани урбана заедница: „Стар град“, „Центар“, „Кошища“, „Лескайца“, „Воска“, „Даме Груев“, „7-ми ноември“, „Билянини извори“, „8-ми септември“, „Горна Влашка маала“, „Видобища“, „Гоце Делчев“, „Железничка“, „Радойца Новичик“, „15 корпус“, „Рача“, „Студенчища“ и „Чекощина“.
Историческите квартали Варош (Стар град), Кошища, Месокастро се намират в непосредствена близост до днешната Самуиловата крепост и оформят историческата, стара част на Охрид с характерните за Възраждането градски къщи и малки улички. Варош е тази част на града, която е била разположена във вътрешността на крепостните стени на Охрид и заема южните поли на бърдата до самия езерен бряг. Охридската крепост е разположена на два хълма, като западният хълм се нарича Горни сарай, подножието му Дебой (или Долен сарай), а източният хълм – Нов сарай. Тези три названия произлизат от три палата, които са построени на тези места от албанския феодал Джеладин бей, васал на Али паша Янински.
На хълма Горни сарай е разположена цитаделата на Охридската крепост. На изток от крепостта е разположен античният театър, построен в елинистичен стил. На хълма е разположен и археологическият резерват Плаошник, с руините на античната Лихнида, южно от главната порта на Самуиловата крепост. Непосредствено до тях е разположена църквата „Свети Климент и Пантелеймон“, изградена през IX век и реставрирана през 2001/2002 г., а югоизточно от нея, на скалите на брега на езерото, църквата „Свети Йоан Богослов Канео“.
Източно от Дебой, по протежението на Месокастро е разположена централната пешеходна зона и площад „Чинар“. Площадът е наречен на над 1100-годишен Охридски чинар, разположен пред джамията. Квартал Месокастро обхваща цялата стара градска част извън крепостната стена на Охрид до днешната улица „Туристичка“, чрез която граничи с Центъра. В Центъра са разположени градската и общинската управа, централната поща, няколко филиали на банки и множество магазини и жилища.
В равнинната част на Охрид, северозападно от Вароша, са разположени кварталите Воска и Гоце Делчев, а северно и североизточно от него – квартал Лескайца. Воска, където се намират Хайдар паша джамия и Колуглу джамия, се пресича от улица „Гоце Делчев“, който е и изходната пътна артерия към Струга. В този квартал живеят заедно северномакедонци, албанци, роми и турци. Западно от Воска до бреговете на Охридското езеро е разположен малкият квартал Далян, в който са изградени множество жилищни блокове. Североизточно от Воска се намира сравнително новият квартал Железничка. Там са изградени предимно еднофамилни къщи. Друг по-голям и нов квартал, с предимно еднофамилни къщи е Източен Охрид.
Южно от Месокастро се намира пристанището, от което започва крайбрежната алея на Охрид. Там са съсредоточени туристическият и културният център на града, няколко големи хотела, ресторанти, барове, кафенета, кръчми и нощни клубове. Киното, театърът и библиотеката в Охрид също са разположени в тази част на града. В южния край на крайбрежната алея се намират Билянините извори. С разположените там паркове, алеи, футболен стадион, тенискорт и плувен басейн, този район е предпочитан от охридчани за отдих и спортни занимания. Билянините извори, Пристанище, както и Месокастро и Кошища са ограничени на запад от улица „Туристичка“, изградена през 1970-те и 1980-те години като околовръстен булевард. Днес булевардът се намира в централната част на града, а транзитният поток се извършва по булевард „Железничка“ в северна част на града.

## Население
| 1900 | 14.860   |
| 1923 | ~ 12.000 |
| 1924 | ~ 10.000 |
| 1981 | 39.093   |
| 1994 | 41.146   |
| 2002 | 42.033   |
| 2008 | 41.600   |

### Брой и структура
В края на османския период, след напускането на голяма част от българското население, Охрид е по-скоро малък град. Съседни градове като Скопие и Битоля са в онова време по-големи и са от стратегическо значение за турците. Така в началото на XX век Охрид наброява само около 15 000 жители, докато Битоля има около 60 000 и Скопие – около 40 000 жители. Градът се разраства значително по югославско време и наброява през 1981 година близо 40 000 жители. Растежът се дължи предимно на преселване от съседните села и от други градове в Социалистическа Република Македония и е свързан с началото на индустриализацията в града.
След последното преброяване в Република Македония, проведено през 2002 година, Охрид има 42 033 жители. Източно православие изповядват 33 987 души, сунитски ислям 7599, католиците са 119, протестантите са 4, а 324 изповядват друга религия. В Охрид има общо 12 043 домакинства, или 3,4 души на домакинство.
- Виж също: Охрид (община)#Структура на населението

### Охридски говор
Охридският говор или градски охридски говор, според представите на българската диалектология е български диалект от крайната югозападна група югозападни говори. Говори се в рамките на Охрид и селата по източното крайбрежие на Охридското езеро. Македонската диалектология разглежда охридския говор като диалект на македонския език. Говорът показва редица сходства с близкостоящите стружки говор и вевчанско-радожденски говор като сливане на две съседни гласни в една дълга гласна: глàа > глā (глава), змѝи > змӣ (змии); употреба на агломеративна форма при лични и роднински имена от м. р.: Го вѝде Стойàна (Видя Стоян) и др. Охридският говор се отличава и с праславянското *dj застъпено като ждж: вѝжджат (виждат) и с разширената употреба на гласната ъ'.

## Култура и забележителности

### Музеи
В старата сграда на училище „Свети Климент Охридски“ се намира постоянна експозиция, посветена на славянската писменост. Между 500-те експоната са изложени снимки, копия и оригинални ръкописи на охридската школа. Експозицията е създадена в чест на 1100-годишнината на славянските апостоли Кирил и Методи.
Робевата къща (виж по-долу) е възрожденска къща на българската възрожденска фамилия Робеви и днес тук се помещава Градският музей. Музеят е най-старият в града и тук са изложени множество етнографски и археологически експонати, между които и 9000 антични и средновековни монети от региона.
В иконната галерия, която се намира в Стария град, са изложени творби на Охридската живописна школа.
От 2010 година южно от града се намира „Музеят на водата“. Той е разположен на южното крайбрежие на Охридското езеро, на полуостров Градище в Залива на костите и се простира на площ от около 8500 m². Музеят пресъздава праисторическо селище, представляващо дървени наколни жилища от Желязната и Бронзовата ера.
През 1945 година отваря врати градската библиотека, която носи името на Григор Пърличев и разполага с над 100 000 екземпляра.

### Редовни събития
- „Охридски летен фестивал“ – ежегоден фестивал за театрално и музикално изкуство от юли до август.
- „Балкански фестивал на народни песни и танци“ – ежегоден фолклорен фестивал за музика и танци от началото на юли.
- „Балкански музикален площад“ – музикален фестивал през август, в който участват етно-музиканти от целия Балкански полуостров.

### Забележителности

#### Охридската крепост
Самуиловата крепост, под каквото име днес е известна цитаделата на охридската крепост, се намира на най-високата точка на града, на хълма Горни сарай. Тя е част от крепостната система, която обгражда града в миналото и е във формата на камбана. Първите следи от укрепителна система са от времето на ахейците от IV век пр. Хр. Възможно е това отбранително съоръжение да е разширено по времето на Филип II Македонски. Между 992 и 1018 Охрид е столица на България и резиденция на цар Самуил. Той започва да обновява крепостните стени на града, с оглед на стратегическото му значение за държавата. Днешната форма на крепостта датира от времето на Самуил. Заедно с градските стени укрепителната система разполага с 20 отбранителни входни кули както и шест градски и крепостни порти. През 2003 година цитаделата е обновена. През летните месеци тя е любимо място на туристите, от където се открива панорамна гледка над града и езерото.

#### Други обекти
Сред античните паметници в града са елинистично-римският театър и раннохристиянската базилика от V–VI век.
Наред с джамиите от османския период са запазени Воска хамам; тюрбето от 1591/2 година на Синанедин Юсуф Челеби от знатната Охризаде фамилия; часовниковата кула (сахат кула) от 1725 година; ханът (кервансарай), днес търговски център и типичната за българското възраждане градска жилищна архитектура.
Сред по-известните възрожденски къщи е тази на българската фамилия Робеви. Днешната Робева къща е построена между 1863 и 1864 година от дебърския майстор Тодор Петков, по поръчителство на Константин Робев, глава на фамилия през този период. Къщата има предшественик, построен през 1827 година, но опожарен през 1861/62 година от османския управител Устреф бег. Къщата е разделена на две части, като по една половина е била предназначена за синовете на Константин Робев – Анастас и Константин. Двамата братя живеят със семействата си там до 1900 година, когато се преместват в Битоля, но продължават да използват къщата в Охрид за лятна резиденция. Когато по време на Балканската война през 1912 година Охрид е бил превзет от сръбски войски, къщата е конфискувана и превърната в щаб-квартира. През този период изчезват или са повредени голяма част от инвентара и част от дърворезбите в нея. След Втората световна война във възрожденската къща се помещава етнографски музей. През 1990 година триетажната сграда е напълно обновена. Днес сградата е къща-музей и в нея се помещава градският музей на Охрид.

## Икономика и инфраструктура

### Икономика
Риболовът е най-старият отрасъл на икономиката в града. За селата Търпейца и Пещани и днес това е основният поминък, докато в другите населени места население е заето и в други отрасли. Друг основен поминък в миналото е занаятчийство, което се е развило и разпространило благодарение на Охридската школа. Голяма част от населението на Охрид в миналото са дърводелци, златари, резбари, обущари, шивачи и други. Като духовен център Охрид подслонява и иконописци, художници, строители, писари, които чрез своите творби допринасят за разпространението на школата.
Днес туризмът е един от най-важните сектори на икономиката на Охрид. Старият град, културните паметници в града и околността, природата и Охридското езеро привличат както местни така и чуждестранни туристи. Сред туристите множество са българи, сърби, словенци, холандци, както и малко на брой туристи от Русия, Израел и Китай.
Услугите предлагани в Охрид съставляват друг важен сектор за икономиката. Банките „Охридска Банка“, „Стопанска Банка“, Commercial Bank и „Тутунска Банка“ имат клонове тук. В областта на индустрията работят текстилните фабриките Ohridski Tekstilni, „Викторија Фешн“ и „Отекс“. Множеството от населението работи в областта на производството и търговията. В селското стопанство заетите са с най-малък дял.
Производството на хляб и хлебни изделия е основната дейност на фирмата „Жито леб“. Тя е една от най-големите в този бранш в Северна Македония и седалището се намира в Охрид. През 2002 година е произвела 18 300 тона хляб.

### Транспорт
Транспортът в града се извършва предимно от лични автомобили, автобуси и таксита. Той е и един най-големите замърсители на въздуха на града, като през лятото изхвърлените газове довеждат често до появата на смог над града. През зимата въздухът допълнително се замърсява от домакинствата, които използват предимно дърва за отопление.
По пътя към Битоля е разположена новата автогара Автобүска станица, докато старата е в центъра на града. От автогарата има директни връзки към по-големите градове в страната и съседните страни, както и някои градове в западна и централна Европа. Въпреки постоянното преасфалтиране, голяма част от пътната мрежа на града е в лошо състояние. Основната пътна артерия на Охрид е булевард Железника, който свързва при квартал Железничка околовръстния път с централната част на града и туристическите райони на източния бряг на Охридското езеро. Благодарение на околовръстния път, построен окончателно през 2011 година, транзитния трафик от Струга за Битоля е изместен от центъра на града.
Европейският път E852, които преминава през Охрид, свързва града с Тирана. Чрез E62 градът е свързан с Битоля и Скопие.
До 1966 година между Охрид и Гостивар функционира теснолинейната железопътна линия. Линията след това е разширена, но и днес за изминаването на 167-километровата отсечка са необходими повече от 17 часа. В рамките на изграждането на паневропейски транспортен коридор 8 между правителствата на Албания и Македония се обсъжда възможността на нова жп линия от Кичево до Струга към Албания, която ще минава на няколко километра северозападно от Охрид.
Северозападно от центъра на града, на около девет километра се намира второто по големина летище в Македония. Летището в Охрид носи името на Апостол Павел и се използва предимно през летните месеци за чартъри.

### Медии
Централата на създадената през 1992 година телевизия TVM се намира в Охрид. Тя е най-голямата телевизия в югозападната част на Северна Македония и районът, в който се излъчва, обхваща над 200 000 жители.
През 1957 създаденото „Радио Охрид“ излъчва в общините Струга и Охрид.
Други медии:
- ohridnews.com
- inpress.com.mk
- ohridpress.com Архив на оригинала от 2020-12-25 в Wayback Machine.
- www.superradio.com.mk

### Водоснабдяване и канализация
Водопроводна мрежа в града съществува още от турско време, когато водохващането става само от два източника, а керамични тръби отвеждат водата до част от сградите и няколкото чешми в града. Останалите сгради се снабдяват с вода от изкопани кладенци и от езерото. За начало на организирано водоснабдяване на Охрид се приема 1934 година, когато допълнително се създава нова водоснабдителна система, каптират се Билянини извори и се изгражда резервоарът Кале. От това време датира главният водопровод по някои централни улици и Стария град, който функционира. С нарастването на селището се разширява и водоснабдителната мрежа. Днес изграденият капацитет покрива нуждите от вода на 48 500 души, а водоснабдяването се извършва от фирмата Водовод-Охрид. През летния период, поради разрасналата се туристическа дейност и сериозното увеличаване на броя на хората в града, се налага водочерпене и от езерото. Търсят се нови водоизточници за задоволяване нуждите на населението. За водоснабдяването на града се ползват няколко вида източници:
- От извори по гравитачен път – Летница, Биглища, Поник, с общ годишен дебит 40 – 140 л/сек.
- От извори и кладенци чрез изпомпване, които доставят по-голямото количество вода за града.
- Изпомпване от Охридското езеро, само през летния сезон – 200 л/сек.

За изравняване на часовата неравномерност при ползването на вода са изградени резервоари с общ капацитет 7010 m3.
Първата канализационна линия на града е изградена през 1957 година, а днес канализационната система обхваща около 90 процента от града, която се поддържа от същото дружество. Чрез няколко помпени станции и колектори голяма част от отпадните води на Охрид се отвеждат чрез ПВЦ и бетонови тръби в изградената през 1988 година пречисвателната станция до село Вранища при Струга, където водите се пречистват механично и биологично. Пречистената вода се изпуска в реката Черни Дрин, отток на Охридското езеро.

## Здравеопазване
В източната част на Охрид се намира специализираната болницата за ортопедия, хирургия и травматология „Свети Еразъм“. Тя е най-голямата болница на града и отваря врати в 1950 година. През югославските години на Охрид в нея се приемат болни и от другите югославски републики. Наред с нея в Охрид се намира болница за превенция, лекуване и рехабилитация на сърдечни заболявания, както и една частна и една общинска поликлиника.

## Образование и наука
Задължителната училищна подготовка в Македония продължава девет години основно и три или четири години средно образование. В Охрид има пет централни основни училища. Тук се намира и едно от малкото основни музикални училища в страната, където продължителността на училищното образование също трае осем години. В града се намират три средни училища: едно политехническо училище, едно общообразователно училище (гимназия) и едно туристическо училище, които подготвят учениците за обучение в заведенията за висше образование.
Последната трета степен на македонското образование включва в Охрид две висши училища: държавния университет за информационни науки и технологии Св. Апостол Павел разполага с пет факултета и около 200 студента, както и Европейски университет – Република Македония. В града са разположени още факултетите по туризъм и гастрономия, както и хидробиоложкият институт на Битолския университет.

## Личности
От средновековието са известни имената на архиепископи и други духовници от Охрид. Те са събрани в списъка на Охридски архиепископи и патриарси. Между духовниците които работят в града са монасите Наум (* около 830; † около 910) и Климент (* около 840; † 916); архиепископите Теофилакт, Лео и Натанаил (1872 – 1880) и патриарсите Филип и Давид. Сред интелектуалците от по-ново време, свързани с Охрид са възрожденският писател и учител Григор Пърличев (1830 – 1893), който пръв превежда на български „Илиада“; неговият син Кирил Пърличев (1875 – 1944); възрожденският книжовник и фолклорист Кузман Шапкарев (1834 – 1909); гръцкият географ Маргарит Димзов (1830 – 1903) и художничката Ирена Паскали (* 1969); историкът Иван Снегаров (1882 – 1971). Сред известните военни дейци родени в Охрид са генералите Климент Бояджиев (1861 – 1933), Кръстю Златарев (1864 – 1925) и Александър Протогеров (1867 – 1928).

## Побратимени градове
Охрид работи от 1977 година в областта на туризма и културната обмяна съвместно с няколко чуждестранни града:
| Побратимени градове - Крагуевац, Сърбия, от 1977 - Винковци, Хърватия, от 1979 - Пиран, Словения, от 1981 - Волонгонг, Австралия, от 1981 - Уиндзор, Канада, от 1981 - Будва, Черна гора, от 1984 - Поградец, Албания, от 2002 - Ялова, Турция, от 2010 - Трогир, Хърватия, от 2011 - Сафранболу, Турция, от 2011 - Инджия, Сърбия, от 2012 - Мостар, Босна и Херцеговина, от 2018 | Градове партньори - Пловдив, България, от 1999 - Несебър, България, от 2000 - Земун, Сърбия, от 2003 - Далиен, Китай, от 2003 - Район Банкя на София, от 2004 - Лесковац, Сърбия, от 2005 - Птуй, Словения, от 2005 - Велико Търново, България, от 2006 - Синая, Румъния, от 2006 - Газиосманпаша, Турция, от 2006 - Медияна, Сърбия, от 2007 - Кан, Франция, от 2009 - Гнезно, Полша, от 2009 - Александровац, Сърбия, от 2013 - Куинбиън, Австралия, от 2014 - Котор, Черна гора, от 2017 |

## Други
На Охрид е наречена улица в квартал „Банишора“ в София (Карта).